# Matosinhos
Matosinhos er en by i det nordlige Portugal, med 172.557(2021) indbyggere. Byen ligger i landets Nordregion, nord for regionens hovedby Porto og ved kysten til Atlanterhavet.